# Neferkare Ankhtify
Neferkare Ankhtify, o simplement Ankhtify va ser un nomarca del tercer nomós de l'Alt Egipte, amb capital a Herakòmpolis (Nekhen), i la seva autoritat s'estenia per tot el sud d'Egipte, des d'Elefantina fins a Tebes. Va viure a la fi del primer període intermedi, una època de caos i fam. També fou príncep de Moala, a uns 30 km al sud de Tebes; fou conegut com "el gran cap", i va dirigir una coalició del seu nomós (el III) i el d'Edfú (el II) contra Tebes, però fou derrotat pel faraó tebà Inyotef. A la seva tomba, a Al-Moalla, es va trobar la seva biografia.
Es va mantenir fidel al faraó de la desena dinastia, que regnaven des de Heracleòpolis Magna, anomenada Casa de Jety en la seva tomba. en guerra amb els governadors de Uaset (nomós de Tebas) i usurpadors del tron, els faraons de l'onzena dinastia Mentuhotep I i Antef I, recolzats pel governador de Gebtu.

## Guerra contra Uaset
El seu govern s'estenia per tot el sud, inclosa la província d'Elefantina (primer nomód de l'Alt Egipte, que li proveïa en èpoques de fam), fins a les fronteres de la regió tebana, on va tenir lloc guerra. Sembla que Ankhtifi, aliat amb el nomarca Hotep, va combatre contra els seus veïns del nord, els prínceps tebans el territori del qual encara no havien ampliat, i la biografia de la seva tomba relata la seva ofensiva en el cor de la regió tebana:
| « | El general d'Ermant va venir a mi dient Vine, oh valent! Descendeix de les fortaleses de l'actual a Ermant! Així que vaig descendir (...) i em vaig adonar que totes les forces de Uaset i Gebtu havien assaltat les fortaleses d'Ermant (...) em vaig encaminar a la costa occidental del nomós d'Uaset (...). Les meves tropes buscaven batalla (...) però ningú es va atrevir a sortir per temor a ells. (...) | » |

Malgrat el triomfalisme és possible que en aquestes lluites no vencés cap dels bàndols, perquè després d'informar de la fugida dels tebans davant el seu exèrcit comenta, en referència directa a la fam que assolava en aquest moment: 
| « | L'Alt Egipte estava morint de gana, va haver-hi qui va arribar a menjar els seus propis fills. Jo em vaig negar al fet que es morís de gana al nomós. Em van donar un préstec de gra, el nord va donar gra a l'Alt Egipte (...) No sé que res semblant hagi ocorregut mai als nomarques que em van precedir. | » |

A la mort d'Ankhtifi finalment va caure el Sud, o bé es va aliar al rei de Tebes. Així aquest últim va poder concentrar les seves forces contra els seus rivals del nord i aconseguir la reunificació del país.

## Crisi econòmica
L'autobiografia d'Ankhtifi mostra que el temor a una crisi econòmica era endèmica en el primer període intermedi, quan els governadors locals es vanaven públicament de la seva capacitat per alimentar a les seves pròpies capitals mentre que la resta d'Egipte moria de gana. La prova de la fam que afectava al poble l'aporta un treballador de Gebtu, supervisor dels sacerdots, que refereix que ell estava en la porta de la seva excel·lència Djefy, el supervisor dels sacerdots, lliurant gra a tots els habitants de la ciutat per ajudar en els dolorosos anys del gana.
Alguns estudiosos indiquen que la fam va ser causada pel caos reinante des de la caiguda de l'Imperi Antic i no per una sèrie d'anys de sequera, ja que algunes observacions arqueològiques en Elefantina semblen indicar que Egipte estava experimentant inundacions del Nil una mica per sobre de la mitjana durant el primer període intermedi. Tanmateix el professor Hassan Fekri del University College de Londres ha descobert proves clares que un sobtat canvi climàtic mundial va causar la completa dessecació del llac Birket Qarun entre 2200 i 2150 aC, coincidint amb la caiguda de l'Imperi Antic. L'evaporació de l'aigua del llac, que es va produir al llarg d'un període de diversos anys, indica la gravetat de la sequera que afectava a Egipte durant aquest temps.

## Tomba

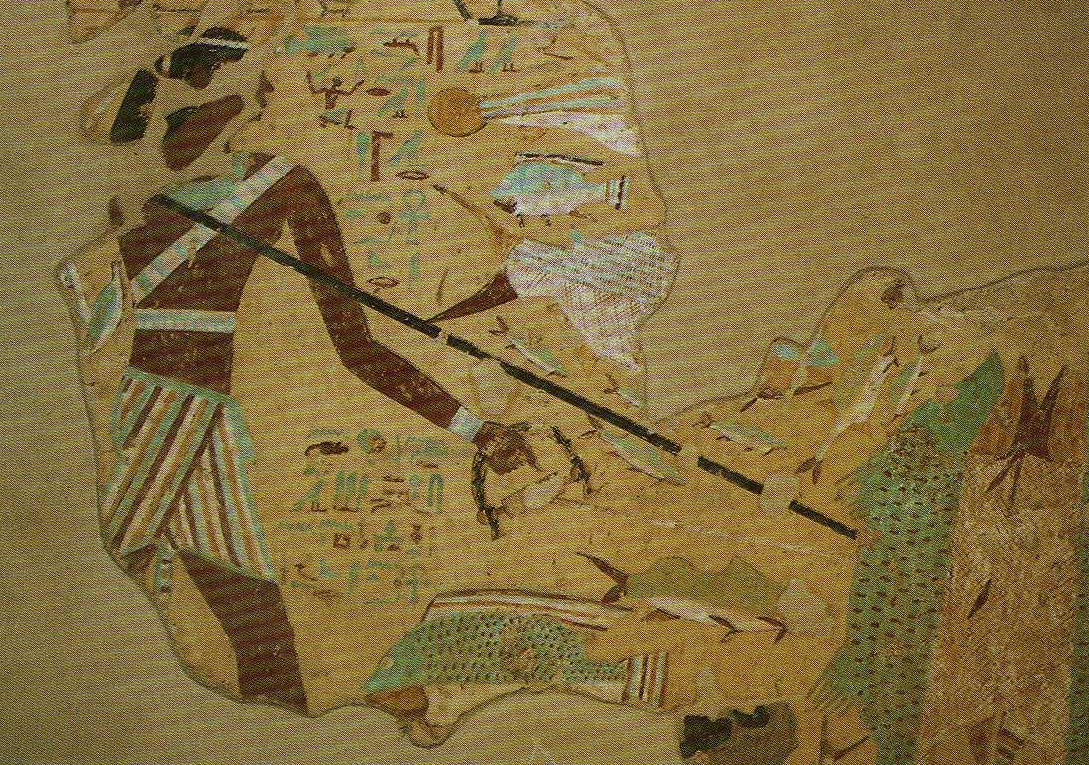
Escena de pesca. Fragment pictòric procedent de la tomba d'Ankhtify.

Ankhtify, en el seu dret com nomarca o governador, va construir i va decorar luxosament una tomba a Hefat, excavada amb una forma irregular en la roca, el sostre de la qual mantenen 30 columnes. En les seves parets va inscriure la seva autobiografia, detallant els seus intents de restablir l'ordre, la seva resistència contra Tebes i el sofriment del poble en la seva època. És una de les més importants fonts per conèixer el primer període intermedi.
L'autobiografia destaca la divisió política d'Egipte durant la seva etapa com nomarca de Nejen, i es descriu a si mateix en primer lloc com a «Gran cap de Nejen i Edfu» més que com a governador de l'Alt Egipte. La seva autobiografia també mostra que només es va convertir en nomarca d'Edfu després de derrotar el seu governador Juy, qui era aliat de Tebes. Si bé més tard Tebes va derrotar a les seves forces i va guanyar el control d'Edfu, Hierakòmpolis i Elefantina sota la direcció dels faraons Antef I i Antef II, la terminació de la seva tomba suggereix que no va ser Ankhtify el derrotat en la batalla.

## Títols
En la tomba relata els seus títols i assoliments:
| « | "Príncep i governador, tresorer del rei del Baix Egipte, Amic únic, Sacerdot lector, Cap de l'exèrcit, Cap dels intèrprets, Cap de les regions muntanyenques, Gran Cap dels nomós d'Edfu i Nekhen, Ankhtify va dir: Horusem va conduir al nomós d'Edfu pel seu bé, per restablir l'ordre. Vaig actuar immediatament (...). He trobat la casa de Juy inundada com a lloc de pesca, descurada per qui era el responsable i en ruïnes per les accions dels miserables. Vaig fer reconciliar l'home amb qui havia assassinat al seu pare o al seu germà per restablir l'ordre al nomós d'Edfu (...) | » |

| D2 · D21 | D1 · Z1 | O29 · D36 | G1 | A1 |

| D2 · D21 | D1 · Z1 | O29 · D36 | G1 | A1 |

El text de la tomba segueix l'exemple de la fraseologia reial, exaltant el valor del difunt:
| « | Jo era la resposta per al millor i el pitjor dels homes. Jo vaig ser qui va trobar la solució quan el país en mancava a causa de les males decisions, i les meves paraules van ser sàvies i la meva valentia va triomfar el dia en què va caldre unir les tres províncies. Sóc un home honest que no té igual, un home que pot parlar lliurement quan els altres estan obligats a guardar silenci. | » |